# 内藤亨
内藤 亨（ないとう りょう、1956年7月15日 - ）は、日本の実業家。パラカ株式会社創業者・代表取締役会長兼社長。

## 人物・来歴
広島県出身。1979年広島大学政経学部経済学科卒業。体育会テニス部出身。最終面接で中国電力に落ちたため、大学卒業後は二次募集していた野村證券に入社し、岡山支店配属。本社事業法人部で2000億円の資金運用担当者を務めたのち、調達への異動が決まり、「なんで俺がこんなことしなきゃいけないんだ」と思い、同期から外資系への転職を勧められたため、1988年にゴールドマン・サックス証券に転職。
ゴールドマン・サックス証券では生命保険会社、損害保険会社、信託、投資信託の株式運用部門を担当する傍ら、1994年から副業でリョウコーポレーションを設立してコインパーキングの運営を始め、1995年に退社。
1997年パルク設立・代表取締役社長。2015年パラカ代表取締役執行役員会長。2016年パラカ代表取締役執行役員会長兼社長。2019年パラカ代表取締役執行役員会長。2021年パラカ代表取締役執行役員会長兼執行役員社長。不動産証券化を活用するなどし、高い営業利益率を実現させた。執務室に群書類従を置くほどの歴史好きで、一次資料を読み込む。偉人の掛け軸の収集も行う。